# Interdecoração
A Interdecoração é uma importante feira profissional portuguesa de decoração, mesa e cozinha, ambientes, festa e presente que decorre anualmente no Grande Porto, no recinto da Exponor, em Leça da Palmeira, Matosinhos.
A Interdecoração realizou-se pela primeira vez em 1999 e tem periodicidade anual, sempre no início de cada ano. A edição de 2010 teve lugar entre 28 e 31 de Janeiro e contou com 192 empresas expositoras, distribuídas por 12.638 metros quadrados de área, e com 14.912 visitantes profissionais. Em colaboração com a Associação Portuguesa de Fundição são organizados os prémios "Interdecoração Design Empresa" e "Interdecoração Design Estanhos/EPU".